# Université normale de Shenyang
L'université normale de Shenyang (chinois simplifié : 沈阳师范大学 ; chinois traditionnel : 沈陽師範大學 ; pinyin : Shěnyáng Shīfàn Dàxué) est située à Shenyang, qui est l'une des plus grandes villes de Chine et le chef-lieu de la province du Liaoning. 

## Historique
Fondée en 1951, l'université normale de Shenyang est d'abord nommée « Collège normal du Nord-Est ». Elle propose neuf spécialités principales (comme la philosophie, le droit, l’économie, la littérature, etc.).